# Saint Peter's University
La Saint Peter's University è un'università privata di indirizzo cattolico con sede a Jersey City, nello stato americano del New Jersey.
Il Saint Peter's College fu aperto dai gesuiti nel 1872. Nel 1936 furono ammessi ai corsi i primi studenti neri e nel 1966 poterono iscriversi anche le studentesse. Il college fu elevato al rango di university nel 2012.